# Эпопей (сын Алоея)
Эпопей (др.-греч. Ἐποπεύς) — персонаж древнегреческой мифологии. Семнадцатый царь Сикиона. Сын Алоея, внук Гелиоса. Прибыл из Фессалии и стал царём после смерти Коракса, в его правление в страну впервые вторглись враги. После смерти Буноса получил власть и над Коринфом.
Его историю рассказывал Нестор в «Киприях». Взял в жёны Антиопу. Вскоре Лик отправился походом на Сикион и покорил его, убив Эпопея. Согласно одной из версий, вызывая богов на битву, разрушал их святилища и жертвенники.
По сикионской версии, Эпопей построил храм в честь Афины, после его молитвы перед храмом потёк ручей оливкового масла. Благодаря своей благочестивости он победил в сражении, Никтей и Эпопей были ранены. Затем Эпопей умер от раны, похоронен перед храмом Афины. Также Эпопей воздвиг храм Аполлону и Артемиде.